# Njabulo Ndebele
Njabulo Simakahle Ndebele (* 4. Juli 1948 in Johannesburg) ist ein südafrikanischer Akademiker, Literaturwissenschaftler und Schriftsteller.

## Leben
Njabulo Ndebele kam als Kind von Nimrod Njabulo Ndebele, einem Lehrer, und Makhasazana Regina Zshabangu, einer Krankenschwester, zur Welt. Sein Vater, der unter anderem Desmond Tutu unterrichtet hatte, wurde Schulleiter in Nigel, wohin die Familie umzog. Ab 1960 besuchte Njabulo Ndebele die St Christopher’s School, eine Internatsschule für Jungen in Luyengo in Swasiland, um die Bantu Education zu umgehen. 1966 machte er dort seinen Abschluss. 1969 begann er ein Studium an der University of Botswana, Lesotho and Swaziland (UBLS) in Roma, das er 1973 mit einem Bachelor of Arts (BA) in Englisch und Philosophie abschloss. Im selben Jahr suchte die südafrikanische Polizei nach ihm, so dass er fortan lange seinem Heimatland fernblieb. 1975 erhielt er einen BA in Englischer Literatur an der University of Cambridge. Er studierte am dortigen Churchill College und war dort der erste Empfänger eines für Südafrikaner ausgelobten Stipendiums. 1983 wurde er an der University of Denver in Englisch, Amerikanischer Literatur und Creative Writing promoviert. 
Er war ab 1984 Dozent für Englische Literatur und ab 1988 Pro-Vice-Chancellor an der National University of Lesotho, wo er 1988 zum Professor berufen wurde. Von dort wechselte er 1991 als Leiter der Abteilung für Afrikanische Literatur an die University of the Witwatersrand, wo er Es’kia Mphahlele nachfolgte. 1992 bis 1993 war er Vice-Rector an der University of the Western Cape. Anschließend arbeitete er bis 1998 als Vice-Chancellor und Principal an der University of the North. Danach war er Stipendiat der Ford Foundation in New York.
2000 bis 2008 war er Vice-Chancellor und Principal der University of Cape Town. 2012 wurde Ndebele zum Chancellor („Kanzler“) der University of Johannesburg berufen. 
Am 30. Juli 1971 heiratete er Mpho Kathleen Malebo, mit der er einen Sohn und zwei Töchter hat, darunter den Schauspieler und Theaterleiter Makhaola Ndebele. Er lebt in Kapstadt.

### Einflüsse
Ndebele war Mitglied des Black Consciousness Movement. Als Präsident des Students Representative Council an der UBLS hielt er 1972 auf dem zweiten Kongress der South African Students’ Organisation (SASO) eine Rede. 1973 wurde als internationaler Arm der SASO das Southern African Students’ Movement (SASM) in Roma gegründet, in dessen Vorstand Ndebele gewählt wurde. Zugleich war er „internationaler Organisator“. Das SASM wurde vom International University Exchange Fund (IUEF) unterstützt, der jedoch vom südafrikanischen Agenten Craig Williamson infiltriert war; der SASO- und SASM-Vorsitzende Abram Onkgopotse Tiro wurde 1974 durch eine Briefbombe ermordet, worauf das Southern African Students’ Movement aufhörte zu existieren.

### Literarisches Werk
Bereits 1973 publizierte Ndebele erste Gedichte in Zeitschriften. 1984 erhielt Ndebele für den 1983 veröffentlichten Erzählband Fools and other stories den Noma Award für afrikanische Literatur. Gesammelte Essays erschienen 1991 unter dem Titel Rediscovery of the ordinary, 2007 wurde weitere Essays als Fine lines from the box veröffentlicht. 2004 veröffentlichte er den Roman The cry of Winnie Mandela. Er handelt von vier Frauen und Winnie Madikizela-Mandela und ihrem unterschiedlichen Umgang mit der langen Abwesenheit ihrer Ehemänner. 

### Weitere Tätigkeiten
Ndebele wurde 1987 erster Präsident des Congress of South African Writers. 2002 bis 2005 amtierte er als Vorsitzender der South African Universities Vice-Chancellors Association. Seit 2001 gehört er dem Vorstand der Association of African Universities (AAU) an, 2005 bis 2009 war er deren Präsident. Außerdem war er von 2005 bis 2008 der erste Vorsitzende der Southern African Regional Universities Association (SARUA), die alle Hochschulen des Southern African Development Community vertritt. Er war lange auf nationaler Ebene als Experte für Didaktik tätig. 
Ndebele ist seit 2013 Vorsitzender der Stiftungsräte der Nelson Mandela Foundation und der Mandela Rhodes Foundation.

## Auszeichnungen
- 1984: Noma Award für das beste in Afrika veröffentlichte Buch, „Fools“ and other stories
- 1984: Mofolo-Plomer Award für „Fools“ and other stories
- 1984: SANLAM prize for outstanding fiction für „Fools“ and other stories
- 1986: Thomas Pringle Award for Turkish Tales: Thoughts of South African Literature
- 2005: Academy of English of South Africa – Goldmedaille für Distinguished service to English
- 2008: K. Sello Duiker Memorial Literary Award für Fine lines from the box
- 2009: Lifetime Achievement Award der National Research Foundation
- 2007: Honorary Fellow des Churchill College, Cambridge
- seit 2009: Fellow der University of Cape Town
- seit 2011: Fellow des Stellenbosch Institute for Advanced Studies
- 2015: Cape 300 Foundation Molteno Gold Medal für Verdienste um Literatur und Bildung[2]

Ehrendoktorwürden
- 1994: Sōka-Universität, Japan
- 1995: Freie Universität Amsterdam
- 1996: Chicago State University
- 1999: University of Natal
- 2005: University of Denver
- 2005: Wesleyan University
- 2006: University College London
- 2006: University of Cambridge
- 2008: University of Michigan
- 2008: University of Stellenbosch
- 2009: University of Witwatersrand
- 2012: Durban University of Technology
- 2013: University of Pretoria[1]

## Literarische Werke
- 1983: Fools and other stories. Erzählungen.
- 1991: Rediscovery of the ordinary. Essays.
- 1991: Bonolo and the peach tree.
- 1993: Sarah, Rings and I. Erzählungen.
- 1996: Death of a son. Erzählung.
- 1999: Umpropheti / The Prophetess. Erzählung.
- 2004: The cry of Winnie Mandela. Roman.
- 2007: Fine lines from the box. Essays.[2]